# Gobiopsis exigua
Gobiopsis exigua är en fiskart som beskrevs av Lachner och Mckinney, 1979. Gobiopsis exigua ingår i släktet Gobiopsis och familjen smörbultsfiskar. Inga underarter finns listade i Catalogue of Life.